# Oliver Miller
Oliver Miller (ur. 6 kwietnia 1970 w Fort Worth, zm. 12 marca 2025) – amerykański koszykarz, występujący na pozycji środkowego, wicemistrz NBA z 1993 roku.
W sezonie 2000/01 występował w zespole Hoop Blachy Pruszyński Pruszków, docierając do finału Pucharu Polski. Tuż po jego zakończeniu został wyrzucony z klubu za niesportowe zachowanie.

## Osiągnięcia
NCAA
- Uczestnik:
  - NCAA Final Four (1990)
  - NCAA Elite Eight (1990, 1991)
  - turnieju NCAA (1989–1992)
- Mistrz:
  - turnieju konferencji Southwest (SWC – 1989–1991)
  - sezonu regularnego:
    - konferencji Southwest (1989–1991)
    - konferencji Southeastern (1992)
- Zawodnik Roku Konferencji Southwest (1991)[3]
- Laureat nagrody – 2017 SEC Legend[4]
- MVP turnieju SWC (1991)
- Lider NCAA w skuteczności rzutów z gry (1991)

NBA
- Wicemistrz NBA (1993)[5]
- Zawodnik tygodnia NBA (2.01.1994)[6]

Drużynowe
- Mistrz[7]:
  - ABA (2005)
  - PBL (Premier Basketball League – 2010)
- Wicemistrz ABA (2002)
- Finalista Pucharu Polski (2001)[2]

Indywidualne
- 2-krotny zawodnik tygodnia konferencji American CBA (25.03.2002 - 19,6 punktu, 20 zbiórek, 6,5 asysty, 1,2 przechwytu, 3,2 bloku, 30.12.2002 - 25,5 pkt, 23 zb, 7as.)[8]
- Zaliczony do II składu:
  - USBL (2002)
  - CBA (2003)
- Lider w blokach:
  - USBL (2002)
  - CBA (2003)